# تاني روري

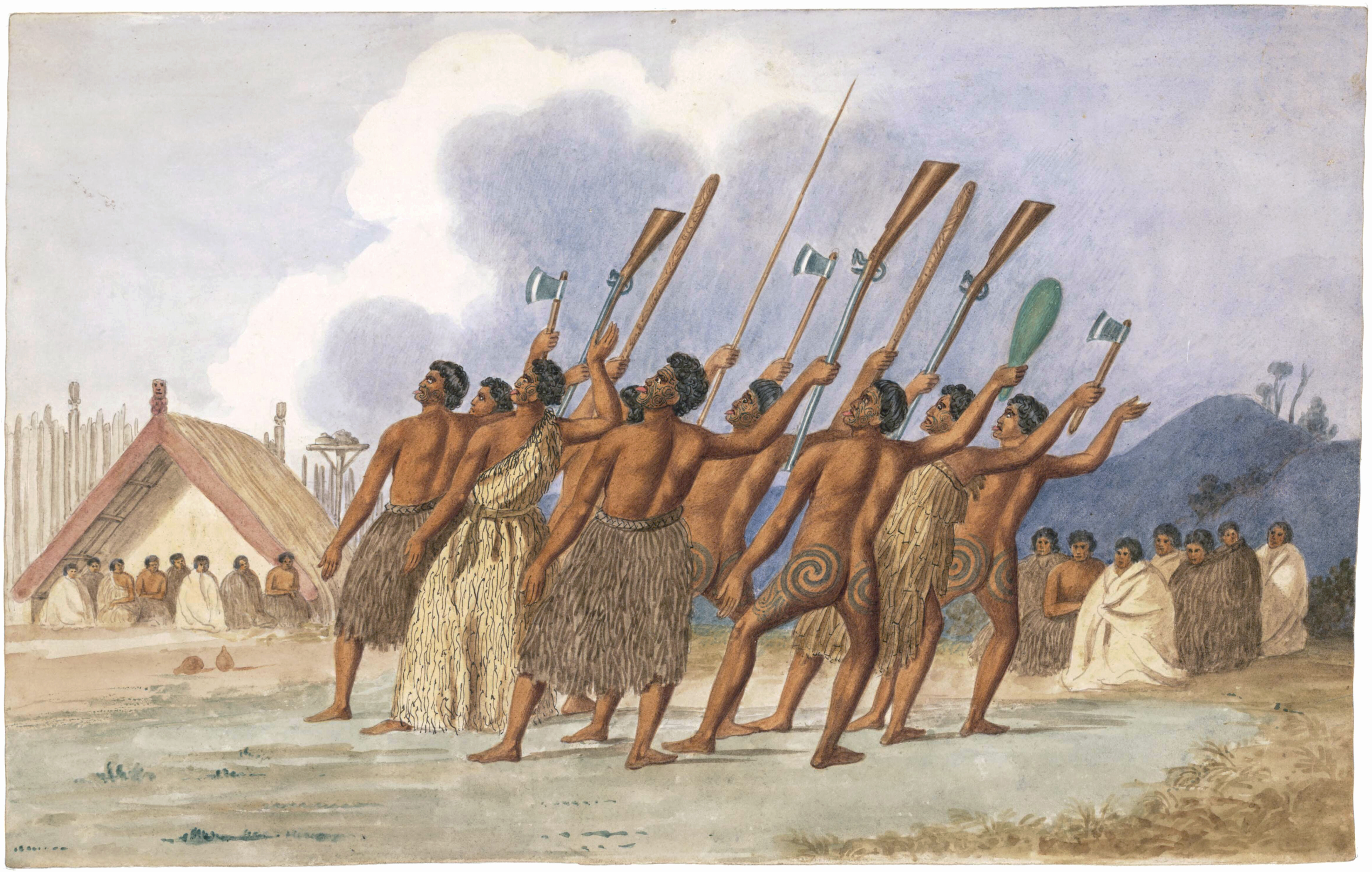
رقصة الحرب

في الأساطير الماورية، يعتبر تاني روري Tane-rore تجسيدًا للهواء المتلألئ أثناء قيامه بأداء رقصة الهاكا لأمه هاين-روماتي.

## عائلة
كان لدى تاما-نوي-تي- آر زوجتان، هين تاكوراوا وخادمة الصيف هين-روماتي. طفل تاما-نوي-تي-را وهاين-راوماتي، يرجع الفضل في تان-رور إلى أصل الرقص.
تمثل حركة wiriwiri اليدوية المرتعشة التي تم إجراؤها أثناء رقصة haka تمثيلًا جسديًا للحرارة المتلألئة المشار إليها في "Te haka a Tanerore".
يعتقد الماوري أنه في المناسبات التي تكون فيها الأرض شديدة الحرارة بحيث يتلألأ الهواء، يمكنك رؤية تاني روري Tane-rore وهو يقوم بأداء هاكا لأمه. يذكرنا الهواء الوريفي أو المتلألئ بأعماله المرتجعة.